# Montigny-en-Gohelle
Montigny-en-Gohelle é uma comuna francesa na região administrativa de Altos da França, no departamento de Pas-de-Calais. Estende-se por uma área de 3,5 km². Em 2010 a comuna tinha 10 369 habitantes (densidade: 2 962,6 hab./km²).